# FHM500-verkiezing
De FHM500-verkiezing is een jaarlijkse verkiezing door de Nederlandse editie van het tijdschrift FHM waarin wordt bepaald wat de mooiste vrouw van Nederland is. In een tijdschrift worden gebaseerd op deze verkiezing de 500 mooiste vrouwen van Nederland geselecteerd. De verkiezing vindt plaats op basis van stemmen via sociale media, de keuze van de redactie en stemmen via de website. Naast de prijs voor mooiste vrouw, worden er ook aparte awards uitgedeeld, zoals Mooiste sportvrouw, Social Media Queen en Mooiste voetbalvrouw. Een vrouw kan enkel op de lijst worden weergegeven zodra zij toestemming heeft gegeven. De winnares krijgt jaarlijks haar eigen fotoshoot op een zelf gekozen locatie. Sinds 2025 is niet langer sprake van een ranglijst.

## Winnaars

### Top 10 per jaar
| Jaar | 1                       | 2                       | 3                 | 4               | 5                | 6                       | 7                    | 8                   | 9                | 10                   |
| ---- | ----------------------- | ----------------------- | ----------------- | --------------- | ---------------- | ----------------------- | -------------------- | ------------------- | ---------------- | -------------------- |
| 2016 | Kim Feenstra            | Romee Strijd            | Geraldine Kemper  | Bo Maerten      | Abbey Hoes       | Doutzen Kroes           | Sharon Pieksma       | Tess Milne          | Sylvie Meis      | Chelsey Weimar       |
| 2017 | Nochtli Peralta Alvarez | Bo Maerten              | Romee Strijd      | Doutzen Kroes   | Negin Miraleshi  | Joëlle Witschge         | Kim Feenstra         | Imaan Hammam        | Geraldine Kemper | Anna Nooshin         |
| 2018 | Shelly Sterk            | Robin Hölzken           | Doutzen Kroes     | Negin Mirsalehi | Romee Strijd     | Nochtli Peralta Alvarez | Bo Maerten           | Geraldine Kemper    | Anna Nooshin     | Sylvana IJsselmuiden |
| 2019 | Jessie Jazz Vuijk       | Nochtli Peralta Alvarez | Doutzen Kroes     | Kim Feenstra    | Jutta Leerdam    | Romee Strijd            | Romy Monteiro        | Geraldine Kemper    | Sanne Vloet      | Katja Schuurman      |
| 2020 | Sylvana IJsselmuiden    | Romee Strijd            | Yolanthe Cabau    | Romy Monteiro   | Katja Schuurman  | Doutzen Kroes           | Abbey Hoes           | Jessie Jazz Vuijk   | Zoey Ivory       | Yasmin Karssing      |
| 2021 | Monica Geuze            | Doutzen Kroes           | Victoria Koblenko | Imaan Hammam    | Geraldine Kemper | Yolanthe Cabau          | Sylvana IJsselmuiden | Maan de Steenwinkel | Katja Schuurman  | Nina Warink          |
| 2022 | Abbey Hoes              | Geraldine Kemper        | Monica Geuze      | Romy Monteiro   | Kim Feenstra     | Doutzen Kroes           | Holly Mae Brood      | Victoria Koblenko   | Yolanthe Cabau   | Marijn Kuipers       |
| 2023 | Romy Monteiro           | Jutta Leerdam           | Imaan Hammam      | Abbey Hoes      | Georgina Verbaan | Kim Feenstra            | Jill Kortleve        | Gia Bab             | Robin Hölzken    | Linda Hakeboom       |
| 2024 | Gwen van Poorten        | Imaan Hammam            | Sylvie Meis       | Monica Geuze    | Jutta Leerdam    | Yolanthe Cabau          | Marijn Kuipers       | Romy Monteiro       | Robin Hölzken    | Amaka Enem           |
| 2025 | Holly Mae Brood         | -                       | -                 | -               | -                | -                       | -                    | -                   | -                | -                    |

### Overige awards
| Jaar | Social Media Queen | Mooiste sportvrouw | Mooiste voetbalvrouw | All Time Favourite Award | Fitgirl van het jaar | Rising star   | TABAC Gent of the Year |
| ---- | ------------------ | ------------------ | -------------------- | ------------------------ | -------------------- | ------------- | ---------------------- |
| 2017 | Masha Feoktistova  | Puck Moonen        | -                    | -                        | -                    | -             | -                      |
| 2018 | Famke Louise       | Suzanne Schulting  | -                    | -                        | -                    | -             | -                      |
| 2019 | Sophie Milzink     | Jutta Leerdam      | Mikky Kiemeney       | Katja Schuurman          | -                    | -             | Giel de Winter         |
| 2020 | Yasmin Karssing    | Joy Beune          | Nathalie den Dekker  | Yolanthe Cabau           | -                    | -             | Jayjay Boske           |
| 2021 | Nina Warink        | Lieke Martens      | Dayenne Huipen       | Victoria Koblenko        | -                    | -             | Soufiane Touzani       |
| 2022 | Marijn Kuipers     | Irene Schouten     | Noor Omrani          | Kim Feenstra             | -                    | -             | Evgeniy Levchenko      |
| 2023 | Linda Hakeboom     | Fleur Jong         | Isabelle Twisk       | Georgina Verbaan         | Gia Bab              | Viënne Marly  | -                      |
| 2024 | Amaka Enem         | Lieke Klaver       | Nazeli Kouki         | Sylvie Meis              | Wendie Vlaar         | Roxy Dekker   | Frank Lammers          |
| 2025 | -                  | Yibbi Jansen       | -                    | Katja Schuurman          | Lotte van Leeuwen    | Dzifa Kusenuh | Worthy de Jong         |